# Lechria luzonica
Lechria luzonica är en tvåvingeart som beskrevs av Alexander 1929. Lechria luzonica ingår i släktet Lechria och familjen småharkrankar. Inga underarter finns listade i Catalogue of Life.